# Earth Intruders
Earth Intruders è il primo singolo commerciale dell'album Volta della cantautrice islandese Björk, pubblicato il 9 aprile 2007. La canzone è stata scritta, composta e prodotta da Björk e dai produttori Timbaland e Danja. Björk in Earth Intruders scopre ritmi tribali africani (grazie al contributo dei musicisti della Konono n°1 di Kinshasa) e beat elettronici grazie anche alla collaborazione con Timbaland.
Il singolo è stato pubblicato in due formati: un EP digitale, intitolato Club Mixes EP, pubblicato nell'aprile 2007, e un Box Set che costituisce la Limited Edition Release, messo in vendita nel febbraio 2008.

## Descrizione
Il testo della canzone è fortemente improntato di critica sociale e, come affermato dalla stessa cantante, è stato suggerito da un sogno avuto durante un volo in aereo verso New York, durante il quale uno tsunami fatto di milioni e milioni di persone povere travolgeva la Casa Bianca, radendola al suolo.

## Video musicale
Il videoclip di Earth Intruders è stato diretto dal regista francese Michel Ocelot. Esso consiste in uno sfondo in cui la testa galleggiante di Björk canta, tenendo gli occhi chiusi, mentre le silhouette di diversi guerrieri le passano davanti e si combattono tra loro. Per quasi tutta la durata del video, il volto di Björk è offuscato da colori psichedelici, che scompaiono solo con il concludersi della canzone, quando gli occhi della cantante si aprono.

## Tracce

### Club Mixes EP
1. Earth Intruders (Mark Stent Radio Edit) – 4:26
2. Earth Intruders (xxxchange Mix) – 4:38
3. Earth Intruders (Lexx Remix) – 6:40
4. Earth Intruders (Lexx Edit) – 4:05
5. Earth Intruders (Mark Stent Radio Edit Instrumental) – 4:29

### Limited edition release
12-inch vinyl 1
Lato A. Earth Intruders (xxxchange Remix)
Lato B. Earth Intruders (Jimmy Douglas Mix)
12-inch vinyl 2
Lato C. Earth Intruders (Lexx 12" Remix)
Lato D. Earth Intruders (Mark Stent Mix)
CD
1. Earth Intruders (Mark "Spike" Stent Mix)
2. Earth Intruders (Jimmy Douglas Mix)
3. Earth Intruders (Lexx Remix Radio Edit)
4. Earth Intruders (xxxchange Remix)
5. Earth Intruders (Lexx 12" Remix)

### DVD
1. Earth Intruders (Video)

## Classifiche
| Classifica (2007)                   | Posizione massima |
| ----------------------------------- | ----------------- |
| Belgio (Vallonia)                   | 46                |
| Belgio (Fiandre)                    | 48                |
| Francia (French Download Chart)     | 22                |
| Francia (French Airplay Top 100)    | 90                |
| Francia (French Top 100 Singles)    | 64                |
| Greek Singles Chart                 | 18                |
| Giappone (Japan Hot 100)            | 7                 |
| Regno Unito                         | 78                |
| Stati Uniti(U.S. Billboard Hot 100) | 84                |
| U.S. Billboard Pop 100              | 75                |